# Cybill Shepherd
Cybill Lynne Shepherd, född 18 februari 1950 i Memphis i Tennessee, är en amerikansk skådespelare, sångerska och före detta fotomodell, som slog igenom för svensk TV-publik som Maddie Hayes i TV-serien Par i brott (1985–1989).

## Biografi

### Tidiga succéer
Cybill Shepherd fick sitt namn från farfar Cy och pappa Bill, och vann 1966 "Miss Teenage Memphis"-tävlingen när hon var 16 år, vilket ledde till modelljobb under high school och senare. Hon gjorde snabbt ett namn för sig själv som den kurviga "riktiga kvinnan", vilket var en vändning från Twiggy-trenden. Det ledde till återkommande arbete som omslagsflicka på tidningar och det var ett omslag från tidningen Glamour 1970 som uppmärksammades av regissören Peter Bogdanovich. Efter att ha sett omslaget i en kö på ett snabbköp ska han ha sagt "That's Jacy" syftandes på rollen han höll på att tillsätta, vilken senare gavs till Shepherd, i filmen Den sista föreställningen (1971). Rollen visade sig vara en av de mest explosiva och lovande debuterna för en skådespelerska.
Under inspelningen var 20-åringen tvungen att filma en nakenscen i en pool. Bilder från den scenen dök upp i tidningen Playboy utan Shepherds samtycke. Hon stämde tidningen och vann, vilket satte ett prejudikat gällande offentliga personer i USA. Under arbetet med filmen inledde Shepherd en affär med Bogdanovich som höll i åtta år. Shepherd mötte även Elvis Presley 1971 och nämner i sin självbiografi att de hade en kort, händelselös affär.

### Första smaken av berömmelse
Snart fick Shepherd en roll mot Charles Grodin i Hjärtekrossaren (1972). Hon gjorde rollen som Kelly, den vackra unga kvinna som Grodins karaktär faller för under sin smekmånad i Miami. Filmen, som blev en kritiker- och publikfavorit, regisserades av Elaine May.
1974 gick Shepherd ihop med Peter Bogdanovich igen för att spela i filmen Daisy Miller som var baserad på Henry James roman. Rollen, ett historiskt drama som utspelas i Europa, var svår; speciellt för den rätt så oerfarna Shepherd. Filmen visade sig bli en flopp. Innan Daisy Miller släpptes filmades redan en ännu större Bogdanovichflopp; Leve kärleken! med Burt Reynolds som motspelare. Filmen var en musikal där Bogdanovich filmade alla låtar live, istället för att använda den konventionella metoden med förinspelad sång som skådespelarna mimar till. Det tillvägagångssättet fungerade inte på film och blev ett snedsteg i karriären för alla som var inblandade.
Shepherd kom tillbaka med bra recensioner för sitt arbete i Martin Scorseses Taxi Driver (1976). Enligt Shepherd hade Scorsese begärt en "Cybill Shepherd-typ" för rollen. Hon spelade en skönhet som trollband Robert De Niros titelkaraktär.
Efter en serie av mindre framgångsrika roller, varav en var nyinspelningen av Alfred Hitchcocks En dam försvinner, lämnade hon showbusiness 1978 och flyttade tillbaka till Memphis. Hon gifte sig med den lokale bildelshandlaren David Ford 1978. Deras dotter Clementine Ford föddes två år senare och paret skilde sig 1982. Efter fyra år i skymundan var Cybill Shepherd redo för en Hollywoodcomeback.

### Återkomsten till Hollywood
När hon kom tillbaka från Memphis vann Shepherd rollen som Colleen Champion i TV-dramat The Yellow Rose (1983), med Sam Elliot som motspelare. Trots att serien var kritikerrosad höll den bara en säsong.
Ett år senare blev Shepherd tillsatt som Maddie Hayes i ABC:s TV-serie Par i brott (1985-1989), vilken skulle komma att bli den roll som hon är främst känd för. Producenterna visste att hennes roll krävde personkemi med hennes motspelare och hon var själv inblandad i valet av Bruce Willis. De blev snabbt ett av de mest hyllade TV-paren. Serien var en sorglös kombination av mysterier och komedi och gav Shepherd två Golden Globes. Shepherd gifte sig med sin andra man, kiropraktorn Bruce Oppenheim, och födde tvillingarna Ariel och Zack Oppenheim under seriens fjärde säsong.
1990 skilde sig Shepherd och Oppenheim och hon blev återigen en eftersökt filmskådespelerska. Hon agerade i I sjunde himmelen (1989) med Robert Downey Jr. och Ryan O'Neal, vilken fick utmärkta recensioner. Hon gjorde rollen som Jacy en gång till i Texasville (1990), uppföljaren till Den sista föreställningen, då originalskådespelarna och regissören Bogdanovich återförenades 20 år efter den första filmen. Hon var även med i Woody Allens Alice (1990) och Trubbelmakarna (1992), och flera TV-filmer.
1997 vann hon sin tredje Golden Globe för CBS Cybill (1995-1998); en komediserie i vilken titelkaraktären, Cybill Sheridan (en skådespelerska som kämpar med småroller i B-filmer och dåliga såpoperor), var löst baserad på henne själv. Precis som i Par i brott hjälpte hon till att rollbesätta en okänd medspelare (Christine Baranski), som visade sig vara en tillgång till seriens popularitet.
2000 blev Shepherds självbiografi publicerad, med titeln Cybill Disobedience: How I Survived Beauty Pageants, Elvis, Sex, Bruce Willis, Lies, Marriage, Motherhood, Hollywood, and the Irrepressible Urge to Say What I Think, som hon hade skrivit tillsammans med Aimee Lee Ball.
Hon har spelat Martha Stewart i två TV-filmer; Martha, Inc.: The Story of Martha Stewart (2003) och Martha: Behind Bars (2005).
Shepherd medverkade i 15 avsnitt av TV-serien The L Word under seriens fjärde och femte säsong.

## Filmografi
- 1971 – Den sista föreställningen
- 1972 – Hjärtekrossaren
- 1974 – Daisy Miller
- 1975 – Leve kärleken
- 1976 – Taxi Driver
- 1976 – Blåst på 100.000 dollar$
- 1978 – 30 silverpenningar
- 1979 – En dam försvinner
- 1980 – Tillbaka till evigheten
- 1984 – Secrets of a Married Man
- 1985 – Lång het sommar
- 1985–1989 – Par i brott (TV-serie)
- 1989 – I sjunde himlen
- 1990 – Alice
- 1990 – Texasville
- 1991 – I lust och nöd
- 1992 – Trubbelmakarna
- 1992 – Miss Stormy - privatdeckare
- 1993 – Contract for Murder
- 1995 – Sista ordet
- 1995–1998 – Cybill (TV-serie)
- 1997 – Hjärtats resa
- 1999 – Drömfabriken
- 2000 – Marine Life
- 2002 – Due East
- 2003 – Framgångens pris: Berättelsen om Martha Stewart
- 2005 – Detective
- 2005 – Martha Behind Bars
- 2006 – Open Window
- 2006 – Hard Luck
- 2009 – På slaget tolv
- 2010 – Barry Munday
- 2010 – The Client List
- 2010 – Expecting Mary
- 2010 – Listen to Your Heart